# Reuzenhoek
Reuzenhoek est un hameau appartenant à la commune néerlandaise de Terneuzen, situé dans la province de la Zélande, en Flandre zélandaise. Le hameau compte 150 habitants.